# بحيرة سارانغان
بحيرة سارانغان (بالإندونيسية: Telaga Sarangan)‏ المعروفة أيضا باسم بحيرة الرمال (بالإندونيسية: Telaga Pasir)‏، هي بحيرة طبيعية تقع على ارتفاع 1200 متر فوق مستوى سطح البحر، وتقع على سَفْح جبل لاو، بلوسان، ماجيتان، جاوة الشرقية.هذه البحيرة حوالي 30 هكتار وعمق 28 مترا. مع درجات الحرارة بين 15 إلى 20 درجة مئوية، بحيرة سارانغان قادرة على جذب مئات الآلاف من الزوار كل عام. بحيرة سارانغان هو مصدر جذب رئيسي لماجيتان.

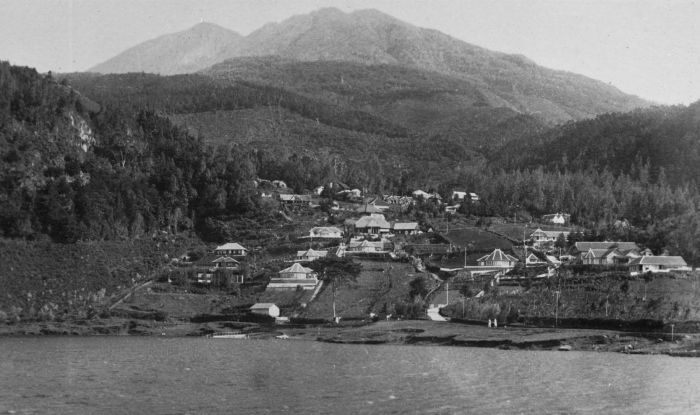
بحيرة سارانغان خلال جزر الهند الشرقية الهولندية (1931)